# Creuzier-le-Neuf
Creuzier-le-Neuf é uma comuna francesa na região administrativa de Auvérnia-Ródano-Alpes, no departamento Allier. Estende-se por uma área de 10,9 km². Em 2010 a comuna tinha 1 203 habitantes (densidade: 110,4 hab./km²).